# Carl Petersson
Carl Fredrik Petersson (i riksdagen kallad Petersson i Dänningelanda), född 18 maj 1839 i Väckelsångs församling, Kronobergs län, död 12 oktober 1918 i Dänningelanda församling, Kronobergs län, var en svensk lantbrukare och riksdagspolitiker. Petersson var lantbrukare i Dänningelanda. Han var även politiker och var ledamot av riksdagens andra kammare 1887–1911.